# Stordal
Stordal és un municipi situat al comtat de Møre og Romsdal, Noruega. Té 1.020 habitants (2016) i té una superfície de 247.06 km². El centre administratiu del municipi és el poble homònim.